# Il prosciugamento del Mediterraneo
Il prosciugamento del Mediterraneo è un romanzo di fantascienza avventurosa di Luigi Motta e Calogero Ciancimino, pubblicato per la prima volta nel 1931. Fu la più nota collaborazione tra i due scrittori.
Il tema del possibile prosciugamento del Mar Mediterraneo era stato introdotto pochi anni prima col progetto ingegneristico Atlantropa di Herman Sörgel del 1927.

## Storia editoriale
La prima tiratura porta la data 1931 sul frontespizio e reca il sottotitolo «La guerra del mondo nell'anno 2000. Romanzo del futuro»; fu pubblicata a Milano dall'editore Ceschina. L'illustrazione di copertina e le tavole interne sono firmate dal pittore futurista Tarquinio Sini.

## Trama
Nell'anno 2000 viene avviato un progetto colossale mirante al «prosciugamento del Mar Mediterraneo».
Ingegneri europei e africani intendono innalzare dighe capaci di isolare il bacino e consentire l'evaporazione graduale delle sue acque, con l'obiettivo di ottenere nuove terre coltivabili e fonti minerarie.
La realizzazione dell'impresa innesca forti tensioni internazionali: vari Stati temono di perdere l'accesso ai traffici marittimi e mobilitano flotte e aerei in una «guerra del mondo» combattuta per il controllo delle opere di sbarramento.
L'esito definitivo dell'opera resta irrisolto: il romanzo si chiude con la sospensione dei lavori e con un monito sul rischio di alterare gli equilibri naturali su scala planetaria.

## Edizioni
- Luigi Motta e Calogero Ciancimino, Il prosciugamento del Mediterraneo, Milano, Ceschina, 1931.[1]
- Luigi Motta e Calogero Ciancimino, Il prosciugamento del Mediterraneo, Milano, Ceschina, 1932.
- Luigi Motta e Calogero Ciancimino, Il prosciugamento del Mediterraneo, Milano, Edizioni «Le Grandi Avventure», 1936.[4]